# Кубок Чехії з футболу 2001—2002
Кубок Чехії з футболу 2001–2002 — 9-й розіграш кубкового футбольного турніру в Чехії. Титул втретє здобула Славія (Прага).

## Календар
| Раунд            | Дата                         | Матчі | Клуби     |
| ---------------- | ---------------------------- | ----- | --------- |
| Попередній раунд | літо 2001                    | 19    | 131 → 112 |
| Перший раунд     | літо 2001                    | 48    | 112 → 64  |
| 1/32 фіналу      | 24 липня - 29 серпня 2001    | 32    | 64 → 32   |
| 1/16 фіналу      | 6 жовтня - 13 листопада 2001 | 16    | 32 → 16   |
| 1/8 фіналу       | 5-13 березня 2002            | 8     | 16 → 8    |
| 1/4 фіналу       | 2-3 квітня 2002              | 4     | 8 → 4     |
| 1/2 фіналу       | 23-24 квітня 2002            | 2     | 4 → 2     |
| Фінал            | 13 травня 2002               | 1     | 2 → 1     |

## 1/16 фіналу
| Команда 1            | Рахунок      | Команда 2             |
| -------------------- | ------------ | --------------------- |
| 6 жовтня 2001        |              |                       |
| Вікторія (Пльзень)   | 0:2          | Маріла (Пржибрам)     |
| 9 жовтня 2001        |              |                       |
| Чески Тешин          | 0:1          | Долні Бенешов         |
| Млада Болеслав       | 1:0          | Яблонець              |
| Сполана (Нератовіце) | 0:3          | Богеміанс (Прага)     |
| Височина (Їглава)    | 1:2          | Тепліце               |
| Славіцин             | 0:3          | Ставо Артікель (Брно) |
| ГФК Оломоуць         | 0:2          | Сігма (Оломоуць)      |
| Граніце              | 0:1          | Банік (Острава)       |
| Кийов                | 2:2 пен. 1:3 | Дрновіце              |
| МУС Мост             | 2:1          | Хмел (Блшани)         |
| Злін                 | 7:1          | Синот (Старе Место)   |
| Усті-над-Орліці      | 0:3          | Градець-Кралове       |
| Прахатіце            | 0:2          | Славія (Прага)        |
| 7 листопада 2001     |              |                       |
| Кладно               | 0:2          | Спарта (Прага)        |
| Наход                | 0:0 пен. 4:5 | Слован (Ліберець)     |
| 13 листопада 2001    |              |                       |
| Спарта Крч           | 1:4          | Вікторія Жижков       |

## 1/8 фіналу
| Команда 1         | Рахунок      | Команда 2             |
| ----------------- | ------------ | --------------------- |
| 5 березня 2002    |              |                       |
| Долні Бенешов     | 1:3          | Спарта (Прага)        |
| 6 березня 2002    |              |                       |
| Злін              | 0:0 пен. 2:3 | Слован (Ліберець)     |
| 12 березня 2002   |              |                       |
| Тепліце           | 1:0          | Богеміанс (Прага)     |
| Славія (Прага)    | 3:0          | Градець-Кралове       |
| 13 березня 2002   |              |                       |
| Млада Болеслав    | 1:0          | Вікторія Жижков       |
| МУС Мост          | 2:0          | Дрновіце              |
| Маріла (Пржибрам) | 2:0          | Ставо Артікель (Брно) |
| Сігма (Оломоуць)  | 0:0 пен. 2:3 | Банік (Острава)       |

## 1/4 фіналу
| Команда 1       | Рахунок      | Команда 2         |
| --------------- | ------------ | ----------------- |
| 2 квітня 2002   |              |                   |
| Спарта (Прага)  | 2:1          | Маріла (Пржибрам) |
| Славія (Прага)  | 2:1          | Слован (Ліберець) |
| 3 квітня 2002   |              |                   |
| МУС Мост        | 2:0          | Тепліце           |
| Банік (Острава) | 0:0 пен. 5:4 | Млада Болеслав    |

## 1/2 фіналу
| Команда 1         | Рахунок | Команда 2       |
| ----------------- | ------- | --------------- |
| 23-24 квітня 2002 |         |                 |
| Спарта (Прага)    | 2:0     | МУС Мост        |
| Славія (Прага)    | 1:0     | Банік (Острава) |

## Фінал
| 13 травня 2002 |

| Спарта (Прага) | 1:2      | Славія (Прага) |
| -------------- | -------- | -------------- |
| Новотний 21'   | Протокол | Дошек 2', 12'  |

| Стадіон Евжена Рошицького, Прага Глядачів: 8 820 Арбітр: Карел Відлак |